# Nobody But You
Nobody But You (с англ. — «Никто кроме тебя») — песня австрийского певца Сесара Сэмпсона. Песня будет представлять Австрию на Евровидении 2018. Название песни было открыто для публики 7 декабря 2017 года, и была написана Бориславом Милановым и Себастьяном Арманом, которые ранее работали для многочисленных песен для Болгарии.